# Lisa Werlinder
Lisa Helena Werlinder, född 12 mars 1972 i Vaksala i Uppsala, är en svensk skådespelare, jazzsångare och musiker (saxofonist).

## Biografi
Werlinder har utbildat sig vid Teaterhögskolan i Luleå 1996–2000 samt vid Kungliga Musikhögskolan i Stockholm. Hon sjunger jazz och spelar främst altsaxofon, men också bland annat piano, flöjt, gitarr och violin. År 2003 öppnade hon Stockholm Jazz Festival. Förutom arbete med film och TV har hon varit engagerad vid Dramaten där hon bland annat spelat Cordelia i Shakespeares Kung Lear och Eleonora i Påsk av August Strindberg. 
Efter scenskolan arbetade hon med Ingmar Bergman, Bille August och Colin Nutley i respektive Maria Stuart , En sång för Martin och Gossip.  Internationellt har hon spelat den kvinnliga huvudrollen i danske Per Flys Arvet och en mindre roll i München av Steven Spielberg.
Den 24 oktober 2011 utgav Lisa Werlinder sitt första musikalbum, Ett minne blått, vilket föregicks av tre singlar utgivna samma år.

## Filmografi
- 2000 - Hassel – Förgörarna
- 2000 - Gossip
- 2001 - Olivia Twist (TV-serie)
- 2001 - En sång för Martin
- 2002 - Arvet
- 2002 - Skeppsholmen (TV-serie)
- 2005 - Som man bäddar
- 2005 - Saltön (TV-serie)
- 2005 - Hon och Hannes (TV-serie)
- 2005 - München
- 2006 - Kärringen därnere
- 2007 - Torpedo (TV-serie, Norge)
- 2007 - Svarta nejlikan
- 2010 - Wallander – Vittnet
- 2010 - Äntligen midsommar!
- 2011 - Freilaufende Männer (Tyskland)
- 2011 - Alle for én (Danmark)
- 2012 - Shoo bre
- 2013 - Tatort: Borowski und der brennende Mann  (TV-serie Tatort, Tyskland)
- 2018–2022 – Badhotellet (TV-serie)

## Teater

### Roller (ej komplett)
| År   | Roll                              | Produktion                                                | Regi            | Teater                 |
| ---- | --------------------------------- | --------------------------------------------------------- | --------------- | ---------------------- |
| 2003 | Cordelia                          | Kung Lear (King Lear) William Shakespeare                 | Stefan Larsson  | Dramaten               |
| 2011 | Cilla                             | Leva livet (Elsk mig i nat) Ida Maria Rydén och Ina Bruhn | Philip Zandén   | Chinateatern           |
| 2011 | Brudens syster                    | Efter bröllopet (Die Kleinbürgerhochzeit) Bertolt Brecht  | Dritëro Kasapi  | Stockholms stadsteater |
| 2017 | Madame de Staël General Berättare | Bläck eller Blod Erik Norberg och Alexander Öberg         | Alexander Öberg | Riksteatern            |

## Diskografi

### Album
- 2011 – Ett minne blått

### Singel
- 2011 – Gunga
- 2011 – Min vardagsprins
- 2011 – Barfota längs Norr Mälarstrand